# Liste der Unterrichtungstafeln in Deutschland an den Autobahnen A 8xx
Diese Unterliste enthält die Unterrichtungstafeln an deutschen Autobahnen, die mit 8 beginnen.

## A 8
| Fahrtrichtung nach Osten                                                                    | Kilometer | Fahrtrichtung nach Westen                                                                   |
| Grenzübergang Perl                                                                          | 92,5      |                                                                                             |
| ------------------------------------------------------------------------------------------- | --------- | ------------------------------------------------------------------------------------------- |
| Römische Villen Borg und Nennig Villes romaines Borg et Nennig                              | 89,5      |                                                                                             |
| Orscholz Saarschleife Boucle de la Sarre                                                    | 88,8      |                                                                                             |
|                                                                                             | 88,7      | Schloss Malbrouck Château de Malbrouck                                                      |
| Naturpark Saar-Hunsrück Parc naturel de Sarre-Hunsrück                                      | 84,1      |                                                                                             |
|                                                                                             | 84,1      | Römische Villen Borg und Nennig Villes romaines Borg et Nennig                              |
| Mettlach Keramik Ville de la céramique                                                      | 75,9      |                                                                                             |
| Merzig Viezregion La région du cidre                                                        | 71,0      |                                                                                             |
|                                                                                             | 70,4      | Mettlach Keramik Ville de la céramique                                                      |
|                                                                                             | 66,6      | Merzig Viezregion La région du cidre                                                        |
|                                                                                             | 63,7      | Stausee Losheim Lac artificiel de Losheim                                                   |
| Saarlouis Festungsstadt Ville fortifiée                                                     | 60,9      |                                                                                             |
|                                                                                             | 60,0      | Naturpark Saar-Hunsrück Parc naturel de Sarre-Hunsrück                                      |
|                                                                                             | 54,1      | Vogelschutzgebiet Ökosee Dillingen Réserve d'oiseaux                                        |
| Weltkulturerbe Völklinger Hütte Patrimoine Culturel Mondial Site sidérurgique de Völklingen | 40,0      |                                                                                             |
|                                                                                             | 33,2      | Weltkulturerbe Völklinger Hütte Patrimoine Culturel Mondial Site sidérurgique de Völklingen |
| Altes Hüttenareal Neunkirchen Ancien site sidérurgique de Neunkirchen                       | 19,5      |                                                                                             |
| Gondwana – Das Praehistorium Gondwana – Praehistorium                                       | 18,6      |                                                                                             |
|                                                                                             | 15,3      | Gondwana – Das Praehistorium Gondwana – Praehistorium                                       |
| Bexbach Grubenmuseum Musée de la mine                                                       | 13,2      |                                                                                             |
|                                                                                             | 12,5      | Altes Hüttenareal Neunkirchen Ancien site sidérurgique de Neunkirchen                       |
| Homburg Römermuseum Musée romain                                                            | 5,9       |                                                                                             |
| Biosphärenreservat Bliesgau Réserve de biosphére                                            | 4,6       |                                                                                             |
|                                                                                             | 3,7       | Biosphärenreservat Bliesgau Réserve de biosphére                                            |
| Rosengarten Zweibrücken                                                                     | 0,3       |                                                                                             |
| Landesgrenze SL/RP                                                                          | 0,0/100,0 |                                                                                             |
|                                                                                             | 100,3     | Homburg Römermuseum Musée romain                                                            |
| Kloster Hornbach                                                                            | 105,5     |                                                                                             |
|                                                                                             | 110,5     | Rosengarten Zweibrücken                                                                     |
|                                                                                             | 111,5     | Kloster Hornbach                                                                            |
| Naturpark Pfälzerwald Biosphärenreservat Pfälzerwald-Nordvogesen                            | 116,4     |                                                                                             |
| Pirmasens-Winzeln                                                                           | 120,6     |                                                                                             |
| Autobahndreieck Karlsruhe                                                                   | 266,2     |                                                                                             |
| Klosterruine Frauenalb                                                                      | 263,9     |                                                                                             |
| Albtherme Waldbronn                                                                         | 263,5     |                                                                                             |
|                                                                                             | 261,3     | Fächerstadt Karlsruhe                                                                       |
| Naturpark Schwarzwald Mitte/Nord                                                            | 260,4     |                                                                                             |
| Schloss Neuenbürg                                                                           | 256,3     |                                                                                             |
|                                                                                             | 255,7     | Albtherme Waldbronn                                                                         |
|                                                                                             | 255,1     | Klosterruine Frauenalb                                                                      |
| Reuchlinhaus Goldstadt Pforzheim                                                            | 252,2     |                                                                                             |
|                                                                                             | 245,7     | Schloss Neuenbürg                                                                           |
| Weltkulturerbe Kloster Maulbronn                                                            | 245,5     |                                                                                             |
|                                                                                             | 240,9     | Weltkulturerbe Kloster Maulbronn                                                            |
| Schleglerschloss Heimsheim                                                                  | 231,4     |                                                                                             |
| Pomeranzengarten Leonberg                                                                   | 219,4     |                                                                                             |
|                                                                                             | 214,5     | Keplerstadt Weil der Stadt                                                                  |
| Stuttgart Wilhelma                                                                          | 209,3     |                                                                                             |
| Siebenmühlental                                                                             | 203,3     |                                                                                             |
|                                                                                             | 194,8     | Stuttgart Schlossplatz                                                                      |
| Esslingen am Neckar                                                                         | 194,5     |                                                                                             |
|                                                                                             | 191,0     | Stuttgart Mineralbäder                                                                      |
|                                                                                             | 190,5     | Stuttgart Mercedes-Benz-Museum Porsche-Museum                                               |
| Biosphärengebiet Schwäbische Alb                                                            | 186,8     |                                                                                             |
|                                                                                             | 179,1     | Esslingen am Neckar                                                                         |
| Kirchheim unter Teck                                                                        | 179,0     |                                                                                             |
|                                                                                             | 178,0     | Nürtingen Stadtkirche St. Laurentius                                                        |
| Die Limburg                                                                                 | 173,0     |                                                                                             |
|                                                                                             | 172,3     | Freilichtmuseum Beuren                                                                      |
| Stauferland Drei-Kaiser-Berge                                                               | 169,5     |                                                                                             |
|                                                                                             | 167,6     | Burg Teck                                                                                   |
| Bad Ditzenbach Vinzenz Therme                                                               | 163,8     |                                                                                             |
|                                                                                             | 163,5     | Stauferland Drei-Kaiser-Berge                                                               |
|                                                                                             | 161,3     | Bad Boll MineralTherme                                                                      |
| Albaufstieg Schönste Autobahnstrecke Deutschlands                                           | 165,5     |                                                                                             |
|                                                                                             | 160,0     | Bad Ditzenbach Vinzenz Therme                                                               |
|                                                                                             | 151,3     | Drackensteiner Hang Schönste Autobahnstrecke Deutschlands                                   |
| UNESCO-Welterbe Achtal Höhlen und Eiszeitkunst                                              | 143,5     |                                                                                             |
|                                                                                             | 131,4     | UNESCO-Welterbe Achtal Höhlen und Eiszeitkunst                                              |
| Ulmer Münster                                                                               | 127,0     |                                                                                             |
| Klosterkirche Oberelchingen                                                                 | 118,0     |                                                                                             |
|                                                                                             | 117,0     | Ulmer Münster                                                                               |
|                                                                                             | 112,8     | Klosterkirche Oberelchingen                                                                 |
| Schloss Höchstädt                                                                           | 100,9     |                                                                                             |
| Günzburg Historische Altstadt                                                               | 100,7     |                                                                                             |
|                                                                                             | 95,4      | Günzburg Historische Altstadt                                                               |
|                                                                                             | 95,1      | Schwäbischer Barockwinkel                                                                   |
| Wallfahrtskirche Maria Vesperbild                                                           | 89,1      |                                                                                             |
| Naturpark Augsburg Westliche Wälder                                                         | 82,5      |                                                                                             |
| Barockes Kleinod Wallfahrtskirche Violau                                                    | 76,8      |                                                                                             |
|                                                                                             | 71,6      | Wallfahrtskirche Maria Vesperbild                                                           |
|                                                                                             | 70,8      | Barockes Kleinod Wallfahrtskirche Violau                                                    |
| Oberschönenfeld Abtei und Museum                                                            | 66,9      |                                                                                             |
|                                                                                             | 58,7      | Naturpark Augsburg Westliche Wälder                                                         |
| Fuggerei Augsburg                                                                           | 61,3      |                                                                                             |
| Augsburg Stadt der Renaissance                                                              | 60,4      |                                                                                             |
|                                                                                             | 44,9      | Augsburg Stadt der Renaissance                                                              |
|                                                                                             | 44,5      | ZOO Augsburg                                                                                |
|                                                                                             | 43,2      | Fuggerei Augsburg                                                                           |
| Wittelsbacher Land                                                                          | 41,2      |                                                                                             |
|                                                                                             | 35,3      | Schrobenhausen Lenbachstadt im Spargelland                                                  |
| Wallfahrtskirche Maria Birnbaum                                                             | 33,7      |                                                                                             |
|                                                                                             | 28,1      | Wallfahrtskirche Maria Birnbaum                                                             |
|                                                                                             | 27,5      | Wittelsbacher Land                                                                          |
| Barockkirche Fürstenfeld                                                                    | 13,8      |                                                                                             |
|                                                                                             | 8,5       | Stadt Dachau                                                                                |
|                                                                                             | 7,7       | Barockkirche Fürstenfeld                                                                    |
| Schloss Blutenburg                                                                          | 0,1       |                                                                                             |
| München-Obermenzing                                                                         | 0,0       |                                                                                             |
| München-Ramersdorf                                                                          | −0,8      |                                                                                             |
| Kulturlandschaft Aying                                                                      | 12,9      |                                                                                             |
|                                                                                             | 16,9      | Kulturlandschaft Aying                                                                      |
| Tölzer Land                                                                                 | 20,6      |                                                                                             |
| Der Tegernsee                                                                               | 21,0      |                                                                                             |
| Olaf Gulbransson Museum Tegernsee                                                           | 21,2      |                                                                                             |
| Schliersee/Wendelsteinregion                                                                | 27,4      |                                                                                             |
| Markus Wasmeier Freilichtmuseum Schliersee                                                  | 27,5      |                                                                                             |
| Klosterkirche Weyarn                                                                        | 28,0      |                                                                                             |
|                                                                                             | 28,5      | Der Tegernsee                                                                               |
|                                                                                             | 28,8      | Olaf Gulbransson Museum Tegernsee                                                           |
|                                                                                             | 29,3      | Tölzer Land                                                                                 |
|                                                                                             | 33,6      | Schliersee/Wendelsteinregion                                                                |
|                                                                                             | 34,3      | Klosterkirche Weyarn                                                                        |
| Wallfahrtsort Birkenstein                                                                   | 37,8      |                                                                                             |
| Wallfahrtskirche Wilparting                                                                 | 38,9      |                                                                                             |
|                                                                                             | 44,5      | Markus Wasmeier Freilichtmuseum Schliersee                                                  |
|                                                                                             | 44,9      | Wallfahrtskirche Wilparting                                                                 |
| Bad Aibling Moor und Thermalheilbad Bad Feilnbach Moorheilbad                               | 46,8      |                                                                                             |
|                                                                                             | 52,2      | Wallfahrtsort Birkenstein                                                                   |
|                                                                                             | 52,5      | Bad Aibling Moor und Thermalheilbad Bad Feilnbach Moorheilbad                               |
| Historische Altstadt Rosenheim                                                              | 52,8      |                                                                                             |
| Wanderparadies Samerberg-Hochries                                                           | 62,5      |                                                                                             |
| Kampenwand – Schloss Hohenaschau Aschau i. Chiemgau                                         | 68,7      |                                                                                             |
| Chiemsee– Chiemgau                                                                          | 68,9      |                                                                                             |
| Reit im Winkl Urlaubsregion mit Winklmoos-Alm                                               | 73,7      |                                                                                             |
|                                                                                             | 73,8      | Kampenwand – Schloss Hohenaschau Aschau i. Chiemgau                                         |
| Chiemgau-Therme Bad Endorf                                                                  | 74,2      |                                                                                             |
| Bauernhausmuseum Amerang                                                                    | 74,5      |                                                                                             |
| Schloss Herrenchiemsee                                                                      | 74,9      |                                                                                             |
|                                                                                             | 83,7      | Schloss Herrenchiemsee                                                                      |
| Chiemgau                                                                                    | 84,2      |                                                                                             |
| Region Achental                                                                             | 85,2      |                                                                                             |
| Hochfelln – Bergener Moos                                                                   | 92,1      |                                                                                             |
| Traunstein Vaterstadt Papst Benedikt XVI                                                    | 92,8      |                                                                                             |
|                                                                                             | 102,7     | Holzknechtmuseum Ruhpolding                                                                 |
| Rupertiwinkel                                                                               | 104,3     |                                                                                             |
|                                                                                             | 104,4     | Naturkunde-Mammut-Museum Siegsdorf                                                          |
| Berchtesgadener Land                                                                        | 109,0     |                                                                                             |
| Königliches Schloss Salzbergwerk Berchtesgaden                                              | 118,2     |                                                                                             |
| Bad Reichenhall Staatsbad – Therme – Casino                                                 | 118,4     |                                                                                             |
| Berchtesgaden–Königsee Alpen-Nationalpark                                                   | 119,0     |                                                                                             |
| Grenzübergang Walserberg                                                                    | 125,2     |                                                                                             |

## A 81
| Fahrtrichtung nach Süden                                     | Kilometer   | Fahrtrichtung nach Norden                            |
| Autobahndreieck Würzburg-West                                | 451,9       |                                                      |
| ------------------------------------------------------------ | ----------- | ---------------------------------------------------- |
| Liebliches Taubertal                                         | 469,8       |                                                      |
|                                                              | 475,3       | Liebliches Taubertal                                 |
| Bauland Heimat des Grünkerns                                 | 480,4       |                                                      |
| Bad Mergentheim Deutscher Orden \| Wildpark                  | 498,2       |                                                      |
| UNESCO-Welterbe Limes Römerkastelle Osterburken              | 493,5       |                                                      |
|                                                              | 494,0       | Bad Mergentheim Deutscher Orden \| Wildpark          |
| Kloster Schöntal                                             | 498,1       |                                                      |
|                                                              | 504,2       | UNESCO-Welterbe Limes Römerkastelle Osterburken      |
|                                                              | 506,6       | Bauland Heimat des Grünkerns                         |
| Möckmühl Historische Altstadt                                | 508,2       |                                                      |
| Götzenburg Jagsthausen                                       | 515,0       |                                                      |
| Mörike Cleversulzbach                                        | 519,9       |                                                      |
|                                                              | 520,4       | Kloster Schöntal                                     |
|                                                              | 526,0       | Mörike Cleversulzbach                                |
| Weinsberg Burg Weibertreu                                    | 533,1       |                                                      |
| STETTENFELS Burg Schloss Park                                | 539,5       |                                                      |
|                                                              | 541,2       | Naturpark Schwäbisch-Fränkischer Wald Welterbe Limes |
| Hölderlinstadt Lauffen                                       | 543,4       |                                                      |
|                                                              | 545,0       | experimenta Heilbronn Das Science Center             |
|                                                              | 545,9       | STETTENFELS Burg Schloss Park                        |
| Besigheim Fachwerk und Wein                                  | 548,8       |                                                      |
|                                                              | 549,6       | Hölderlinstadt Lauffen                               |
| Erlebnispark Tripsdrill                                      | 550,0       |                                                      |
|                                                              | 552,5       | Bottwartal Löwensteiner Berge                        |
| Schillerstadt Marbach                                        | 553,7       |                                                      |
| Blühendes Barock Schloss Ludwigsburg                         | 555,2       |                                                      |
|                                                              | 555,5       | Erlebnispark Tripsdrill                              |
|                                                              | 557,0       | Besigheim Fachwerk und Wein                          |
| Altstadt Bietigheim                                          | 559,1       |                                                      |
|                                                              | 562,1       | Schillerstadt Marbach                                |
| Festung Hohenasperg                                          | 564,0       |                                                      |
|                                                              | 567,5       | Blühendes Barock Schloss Ludwigsburg                 |
| Stuttgart Porsche-Museum Mercedes-Benz-Museum                | 569,6       |                                                      |
| Keltenmuseum Hochdorf/Enz                                    | 570,3       |                                                      |
|                                                              | 571,5       | Schäferlaufstadt Markgröningen                       |
|                                                              | 575,3       | Keltenmuseum Hochdorf/Enz                            |
| Engelberg                                                    | 579,2       |                                                      |
| Autobahndreieck Leonberg                                     | 584,5/214,0 |                                                      |
| Stuttgart Wilhelma                                           | 209,3       |                                                      |
| Autobahnkreuz Stuttgart                                      | 206,0/588,0 |                                                      |
| Martinskirche Sindelfingen                                   | 592,1       |                                                      |
|                                                              | 593,7       | Historische Altstadt Waldenbuch                      |
|                                                              | 596,3       | Martinskirche Sindelfingen                           |
| Burgruine Hohennagold                                        | 614,1       |                                                      |
|                                                              | 614,3       | Herrenberg Stiftskirche und Fachwerkstadt            |
|                                                              | 616,4       | Naturpark Schönbuch                                  |
| Wurmlinger Kapelle                                           | 619,1       |                                                      |
|                                                              | 624,0       | Wurmlinger Kapelle                                   |
| Zollernalb                                                   | 626,3       |                                                      |
|                                                              | 628,1       | Burgruine Hohennagold                                |
| Historische Stadt Horb am Neckar                             | 630,1       |                                                      |
|                                                              | 634,5       | Historische Stadt Horb am Neckar                     |
| Schloss Haigerloch                                           | 634,5       |                                                      |
| Kloster Kirchberg                                            | 638,1       |                                                      |
|                                                              | 642,0       | Schloss Haigerloch                                   |
| Wasserschloss Sulz-Glatt                                     | 642,0       |                                                      |
|                                                              | 646,5       | Wasserschloss Sulz-Glatt                             |
| Museumslandschaft Schramberg. Schwarzwald                    | 647,1       |                                                      |
| Klosterkirche Oberndorf a. N.                                | 648,0       |                                                      |
|                                                              | 649,4       | Zollernalb                                           |
|                                                              | 657,9       | Historische Altstadt Rosenfeld                       |
| Rottweil Älteste Stadt Baden-Württembergs                    | 659,9       |                                                      |
| Albert-Schweitzer-Haus Kurort Königsfeld                     | 662,8       |                                                      |
| Dreifaltigkeitsberg Spaichingen                              | 663,8       |                                                      |
|                                                              | 669,4       | Rottweil Älteste Stadt Baden-Württembergs            |
| Naturpark Südschwarzwald                                     | 671,3       |                                                      |
|                                                              | 672,8       | Naturpark Schwarzwald Mitte/Nord                     |
| Neckarursprung Schwenningen                                  | 673,5       |                                                      |
|                                                              | 679,8       | Albert-Schweitzer-Haus Kurort Königsfeld             |
| Bad Dürrheim Sole-Heilbad und Saline                         | 680,8       |                                                      |
|                                                              | 681,4       | Musikstadt Saurierfunde Trossingen                   |
| Tuttlingen Weltzentrum der Medizintechnik Honberg            | 682,0       |                                                      |
| Donaueschingen Donauquelle und Schloss                       | 684,6       |                                                      |
|                                                              | 685,5       | Dreifaltigkeitsberg Spaichingen                      |
| Donaubergland                                                | 689,0       |                                                      |
|                                                              | 690,8       | Bad Dürrheim Sole-Heilbad und Saline                 |
|                                                              | 693,5       | Historisches Villingen                               |
|                                                              | 696,0       | Donaueschingen Donauquelle und Schloss               |
|                                                              | 701,8       | Naturpark Südschwarzwald                             |
|                                                              | 704,3       | Sauschwänzlebahn Strategische Bahnlinie              |
| Historisches Engen                                           | 705,5       |                                                      |
|                                                              | 707,4       | Donaubergland                                        |
| Größte Quelle Deutschlands Aachquelle                        | 708,8       |                                                      |
|                                                              | 710,0       | Tuttlingen Weltzentrum der Medizintechnik Honberg    |
| Hegau-Vulkane                                                | 714,5       |                                                      |
|                                                              | 715,3       | Größte Quelle Deutschlands Aachquelle                |
|                                                              | 716,5       | Historisches Engen                                   |
| Ruine Hohentwiel                                             | 719,5       |                                                      |
|                                                              | 728,7       | Ruine Hohentwiel                                     |
| Bergkirche St. Michael 1000 Jahre Romanische Kirche Büsingen |             |                                                      |
| Gottmadingen                                                 | 731,7       |                                                      |

## A 864
| Fahrtrichtung nach Osten | Kilometer | Fahrtrichtung nach Westen     |
| ------------------------ | --------- | ----------------------------- |
|                          | 87,0      | Hüfingen Historische Altstadt |